# IOWA
IOWA («Айова») — білорусько-російська поп-група, утворена в 2007 році в Могильові.

## Історія
Гурт «IOWA» утворений у 2007 році в Могильові, де музиканти спочатку грали альтернативний рок з елементами хард-року. Назва дано на честь одномінного альбому гурту Slipknot.
У 2010 році після низки атмосферних концертів, організованих Віталієм Галущаком у Санкт-Петербурзі, гурт вирішив переїхати до цього міста, де учасники колективу мешкають донині. Продюсер — Олег Баранов.
Вокалістка колективу Катерина Іванчикова у 2008 році співала у мюзиклі Іллі Олійникова «Пророк».

### 2012—2015
У березні 2012 року гурт став учасником телешоу «Червона Зірка на Першому». У травні того ж року кліп на пісню «Мама» зібрав перший мільйон переглядів. У липні 2012 року група представляла Росію на конкурсі «Нова хвиля», де отримала спеціальний приз «Вибір слухачів Love Radio». Колектив отримав також кілька позитивних відгуків від Валерії та Неллі Фуртадо. У грудні 2012 року, пісня «Мама» увійшла до звітного концерту «Червона Зірка: 20 найкращих пісень 2012 року», а гурт на Національній музичній премії, що проводиться Міністерством культури Білорусі, отримав звання «Відкриття року».
14 січня 2013 року з піснею «Шукаю чоловіка» хлопці виступили на телешоу " Давай Одружимося " на Першому каналі, а в березні з піснею «Мама» з'явилися на проекті «Великі танці», де працювали з командою Волгограда.
У 2014 році гурт випустив свій шостий за рахунком кліп «Весна». У квітні того ж року «IOWA» випустила новий сингл «Одно й те саме». Також ця пісня стала саундтреком до серіалу «Кухня». Сингл гурту «Проста пісня» цього ж місяця став одним із саундтреків до серіалу «Фізрук». 14 травня 2014 року сингл гурту «Усміхайся» посів перше місце в російському топ-чарті iTunes. 18 травня 2014 року IOWA виступила у торговому центрі VEGAS на Партійній зоні на дні народження телеканалу Муз-ТВ. У червні 2014 року сингл гурту «Усміхайся» став одним із саундтреків до серіалів «Солодке життя» та «Кухня». Пізніше пісня посіла друге місце серед найпопулярніших російськомовних пісень «iTunes» за перше півріччя 2014. Восени кліп на пісню «Усміхайся» набрав 3 мільйони переглядів на YouTube. 12 жовтня «IOWA» разом із групою «Звірі» дала концерт в Олімпійському парку Сочі в рамках розважальної програми після закінчення Гран-прі Росії «Формули-1»; гонорар групи за цей виступ становив 1,3 мільйона рублів.

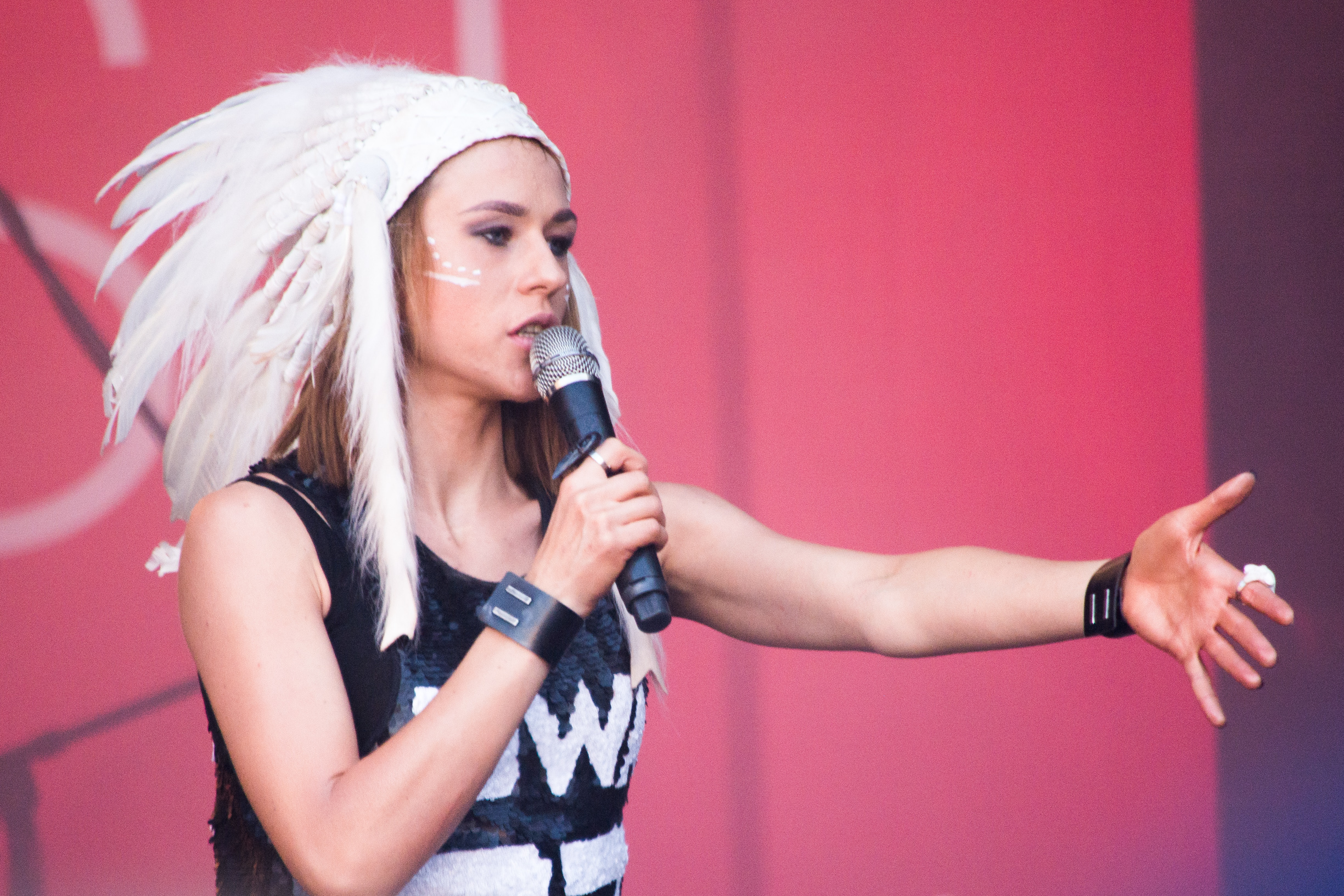
Виступ гурту «IOWA» на «LENOVO VIBE Fest» у Санкт-Петербурзі

18 листопада 2014 року вийшов дебютний альбом гурту, який отримав назву Export.
28 січня 2015 року у світ вийшов кліп «Одно й те саме», режисером якого став Володимир Бесєдін. Також гурт став володарем призу «За популяризацію білоруської музики за кордоном» на національній білоруській музичній премії «Ліра». 30 березня «IOWA» потрапила до номінації «Кращий гурт» на Премії RU. TV 2015. 31 березня стало відомо, що гурт номінований на Премію Муз-ТВ 2015 у категоріях «Прорив року» та «Краща пісня» за сингл «Маршрутка».
8 квітня 2015 року відбувся перший великий сольний концерт гурту в Москві в Crocus City Hall. 6 червня з великою сольною програмою «IOWA» виступила у Мінську.
15 вересня гурт став номінантом премії MTV EMA 2015 у категорії «Кращий російський артист». 2 липня відбулася прем'єра другого відеокліпу на пісню «Одно і те саме», лише цього разу на ремікс Ivan Spell. 23 вересня «IOWA» представила свою нову пісню «Б'є біт». 2 жовтня вийшов тизер до майбутнього кліпу, а вже 7 жовтня публіці було представлено відео.
3 жовтня гурт з хітом «Маршрутка» виступив на відкритті Нової хвилі 2015 року, а 7 жовтня на тому ж конкурсі презентував нову пісню «Б'є біт». 21 листопада гурт «IOWA» виконав хіт «Усміхайся» на двадцятій церемонії вручення музичної премії " Золотий грамофон 2015 ", де отримав свою першу нагороду. 29 листопада стало відомо, що гурт представлений у номінаціях «Пісня року» («Маршрутка») та «Кращий поп-гурт» на «Першій російській національній музичній премії». Здобути перемогу не вдалося в жодній категорії.

### 2016—теперішній час
1 січня 2016 року «IOWA» виступила з хітом «Маршрутка» на «Новорічній ночі на Першому каналі». 27 січня відбулася прем'єра тизера нового синглу та відеокліпу гурту — «Три дні холоду». 1 лютого відбулася прем'єра пісні, 16 лютого — кліпу. 3 лютого було оголошено, що гурт представлений у номінації «Улюблений російський виконавець» на премії «Kids' Choice Awards 2016». 14 лютого «IOWA» виступила на «Big Love Show 2016», де виконала «Б'є біт», «Маршрутка», «Одно й те саме» та «Усміхайся».
Солістка гурту, Катя Іванчикова, озвучила головну героїню у мультфільмі «Вовки та вівці: шалене перетворення» та записала до нього заголовний саундтрек «Залишайся собою».
13 квітня стало відомо, що «IOWA» представлена у номінації «Краща поп-група» на Премії Муз-ТВ 2016, а 28 квітня — на Премії RU. TV 2016 у номінаціях «Кращий гурт» та «Зірка танцполу» (кращий танцювальний кліп). 30 квітня гурт виступив із композицією «Радість» на шоу «Танці». 11 травня відбулася прем'єра нового синглу, який отримав назву «140». 27 травня було представлено відеокліп. 28 травня «IOWA» з піснею «Б'є біт» виступила на Премії RU. TV 2016, де їй вдалося перемогти у номінації «Кращий гурт». Під час перформансу трапився казус: у солістки довгий час не працював мікрофон, через що їй довелося лише танцювати майже половину виступу. 3 вересня гурт із композицією «140» виступив на відкритті Нової хвилі 2016. 5 вересня гурт розпочав зйомки відеокліпу на новий сингл «Мої вірші, твоя гітара». 3 жовтня був представлений тизер кліпу, а 25 жовтня — саме відео. Реліз пісні відбувся 20 жовтня.

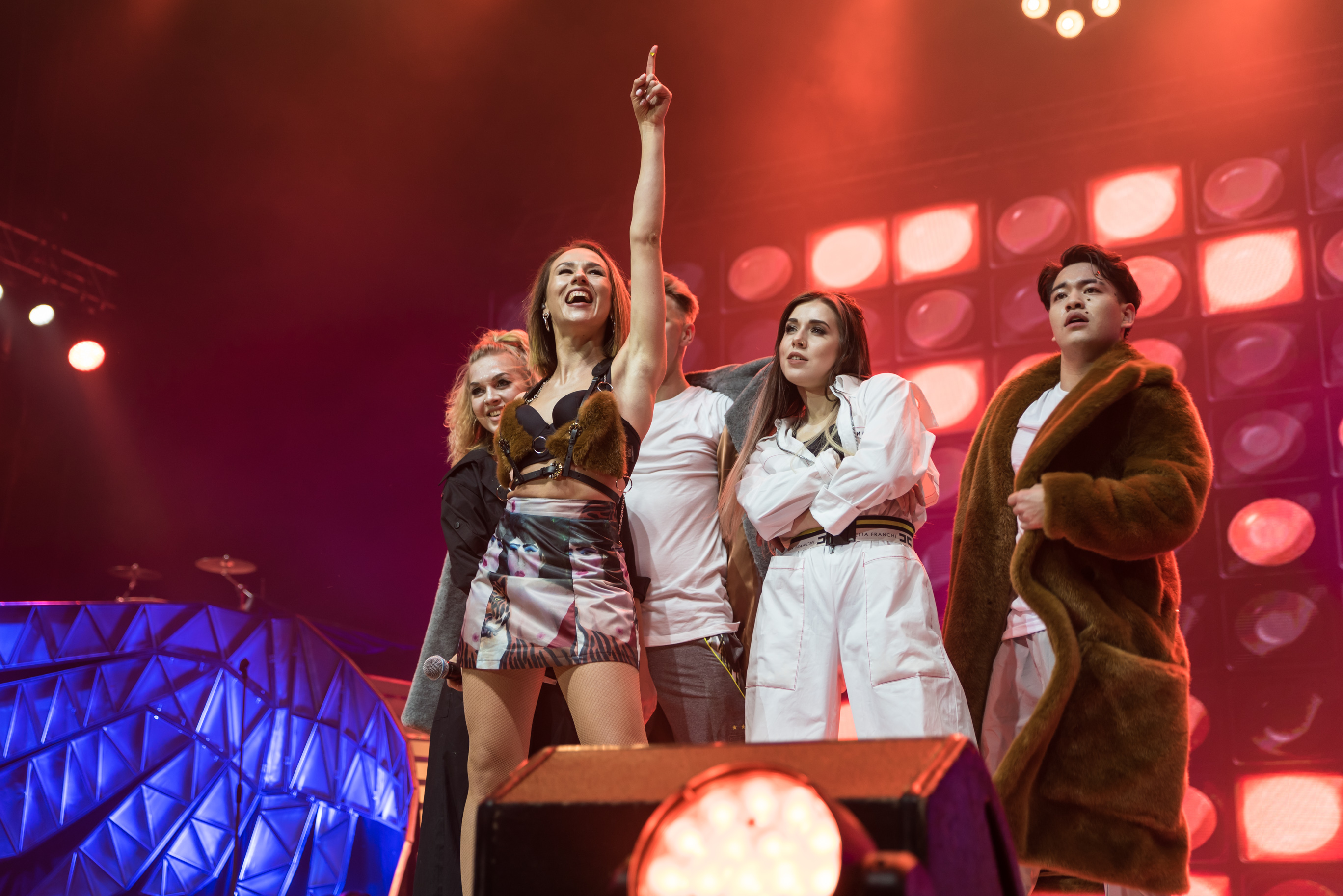
IOWA на Big Love Show 2018

За композицію «Мої вірші, твоя гітара» колектив отримав премію «Вища ліга». На «Третій російській національній музичній премії» «IOWA» була представлена у категорії «Кращий поп-гурт», у якому став переможцем. Ця нагорода стала першою для колективу цієї премії. Крім того, IOWA виступила на церемонії з піснею Погано танцювати.
11 травня 2019 року брала участь у проекті шоу "Пісні" на ТНТ та виступила спільно з Кирилом Медниковим із команди Gazgolder на пісню Маякі.
16 серпня 2020 року на офіційному YouTube-каналі групи був випущений кліп «Мрія» на знак підтримки протестувальників у Білорусі. 17 грудня того ж року була випущена live-версія кліпу, знята одним дублем у декораціях храму спільно з хором «EtnoDeffki». Також вокалістка гурту Катерина Іванчикова не раз висловлювалася про своє ставлення до протестів у своєму Instagram та в інтерв'ю.

## Склад
- Катерина Іванчикова — вокал, автор пісень
- Леонід Терещенко — гітара, автор пісень
- Василь Буланов — ударні, DJ
- Олександр Гаврилов — бас-гітара, клавішні
- Макс Боровиков — концертний менеджер

## Дискографія

### Студійні альбоми
| Рік  | Назва      |
| ---- | ---------- |
| 2014 | Export     |
| 2016 | Import     |
| 2020 | #людимаяки |

### Сингли
| Рік  | Назва пісні                        | Альбом      |
| ---- | ---------------------------------- | ----------- |
| 2011 | Проста пісня                       | Export      |
| 2012 | Мати                               | Export      |
| 2012 | Усміхайся                          | Export      |
| 2012 | шукаю чоловіка                     | Export      |
| 2013 | Наречена                           | Export      |
| 2014 | Маршрутка                          | Export      |
| 2015 | Одне і теж                         | Export      |
| 2015 | Б'є біт                            | Import      |
| 2016 | Три дні холоду                     | Import      |
| 2016 | 140                                | Import      |
| 2016 | Мої вірші, твоя гітара             | Import      |
| 2017 | Я так люблю                        | Import      |
| 2017 | Краса                              | без альбому |
| 2017 | Погано танцювати                   | без альбому |
| 2018 | Падай                              | без альбому |
| 2018 | Мовчиш на мене                     | без альбому |
| 2018 | Я захворіла на тебе                | без альбому |
| 2019 | Співай                             | #людимаяки  |
| 2019 | Маяки                              | #людимаяки  |
| 2020 | #душнодує                          | без альбому |
| 2020 | Спайсі                             | без альбому |
| 2021 | Візьми на радість з моїх долонь    | без альбому |
| 2021 | Зеленооке таксі (feat. RSAC)       | без альбому |
| 2021 | Весна (feat. Tareq)                | без альбому |
| 2021 | Кидай                              | без альбому |
| 2021 | Яблуко (feat. Ялинка)              | без альбому |
| 2021 | Не розумію (feat. TAYÖKA)          | без альбому |
| 2021 | Money Race                         | без альбому |
| 2022 | Нехай біль піде (feat. Nila Mania) | без альбому |
| 2022 | Знаки                              | без альбому |
| 2022 | Метелик (feat. Мейбі Бейбі)        | без альбому |
| 2022 | Свинка-скарбничка                  | без альбому |